# Сливовик
Слѝвовик е село в Северозападна България. То се намира в община Медковец, област Монтана.

## География
С. Сливовик е разположено в Северозападна България, на границата между Предбалкана и Дунавската равнина. Районът е предимно хълмист, богат на надземни и подпочвени води.

## История
Има данни, че селище на територията на днешното с. Сливовик е съществувало и през средновековието. То се свързва с историята на манастира „Свети Пророк Илия“, разположен в местността Зарожляк. Манастирът има произхода си в предосманския период и е разрушен по време на Белоградчишкото въстание през 1850 г., когато загиват йеромонах Висарион с още 7 братя от тази света обител. Престолният камък на разрушения манастир сега се пази в църквата на селото, построена през 1881 г.
В землището на селото има 4 римски села от 1 – 4 век.
През втората половина на 15 век селото е разорено и опустява за няколко десетки години.
По време на Руско-турската война от 1828 – 1829 г. в с. Сливовик се заселват бежанци от източноподбалканските райони, напуснали родните си места заедно със заминаващата руска армия. След Освобождението в селото се заселват и бежанци от Вардарска Македония. По време на Кримската война в Русия емигрирали повече от половината от жителите му, но след едногодишен престой се завърнали.
Във войните от 1912 – 1918 година от с. Сливовик са дадени повече от 20 жертви. По време на Септемврийското въстание от 1923 г. с. Сливовик попада в района на активни стълкновения и дава жертви 5 души.

## Население
Броят на жителите на селото е с тенденция на намаляване.
| Население на с. Сливовик между 1934 и 2012 г. | Население на с. Сливовик между 1934 и 2012 г. | Население на с. Сливовик между 1934 и 2012 г. | Население на с. Сливовик между 1934 и 2012 г. | Население на с. Сливовик между 1934 и 2012 г. |
| --------------------------------------------- | --------------------------------------------- | --------------------------------------------- | --------------------------------------------- | --------------------------------------------- |
| Година                                        |                                               |                                               | Население                                     |                                               |
| 31.12.1934                                    | 31.12.1934                                    |                                               | 1894                                          | 1894                                          |
| 31.12.1946                                    | 31.12.1946                                    |                                               | 1948                                          | 1948                                          |
| 01.12.1956                                    | 01.12.1956                                    |                                               | 1876                                          | 1876                                          |
| 01.12.1965                                    | 01.12.1965                                    |                                               | 1609                                          | 1609                                          |
| 02.12.1975                                    | 02.12.1975                                    |                                               | 1174                                          | 1174                                          |
| 04.12.1985                                    | 04.12.1985                                    |                                               | 918                                           | 918                                           |
| 04.12.1992                                    | 04.12.1992                                    |                                               | 761                                           | 761                                           |
| 31.12.1993                                    | 31.12.1993                                    |                                               | 744                                           | 744                                           |
| 31.12.1994                                    | 31.12.1994                                    |                                               | 719                                           | 719                                           |
| 31.12.1995                                    | 31.12.1995                                    |                                               | 700                                           | 700                                           |
| 31.12.1996                                    | 31.12.1996                                    |                                               | 686                                           | 686                                           |
| 31.12.1997                                    | 31.12.1997                                    |                                               | 668                                           | 668                                           |
| 31.12.1998                                    | 31.12.1998                                    |                                               | 654                                           | 654                                           |
| 31.12.1999                                    | 31.12.1999                                    |                                               | 658                                           | 658                                           |
| 31.12.2000                                    | 31.12.2000                                    |                                               | 645                                           | 645                                           |
| 01.03.2001                                    | 01.03.2001                                    |                                               | 622                                           | 622                                           |
| 31.12.2001                                    | 31.12.2001                                    |                                               | 595                                           | 595                                           |
| 31.12.2002                                    | 31.12.2002                                    |                                               | 580                                           | 580                                           |
| 31.12.2003                                    | 31.12.2003                                    |                                               | 583                                           | 583                                           |
| 31.12.2004                                    | 31.12.2004                                    |                                               | 544                                           | 544                                           |
| 31.12.2005                                    | 31.12.2005                                    |                                               | 526                                           | 526                                           |
| 31.12.2006                                    | 31.12.2006                                    |                                               | 511                                           | 511                                           |
| 31.12.2007                                    | 31.12.2007                                    |                                               | 500                                           | 500                                           |
| 31.12.2008                                    | 31.12.2008                                    |                                               | 483                                           | 483                                           |
| 31.12.2009                                    | 31.12.2009                                    |                                               | 483                                           | 483                                           |
| 31.12.2010                                    | 31.12.2010                                    |                                               | 453                                           | 453                                           |
| 01.02.2011                                    | 01.02.2011                                    |                                               | 420                                           | 420                                           |
| 31.12.2011                                    | 31.12.2011                                    |                                               | 426                                           | 426                                           |
| 31.12.2012                                    | 31.12.2012                                    |                                               | 406                                           | 406                                           |
| Източник: Национален Статистически Институт   |                                               |                                               |                                               |                                               |

### Етнически състав
| Етноси в с. Сливовик (2011) | Етноси в с. Сливовик (2011) | Етноси в с. Сливовик (2011) | Етноси в с. Сливовик (2011) | Етноси в с. Сливовик (2011) |
| --------------------------- | --------------------------- | --------------------------- | --------------------------- | --------------------------- |
| Етническа група             |                             |                             | процент                     |                             |
| българи                     | българи                     |                             | 81,49%                      | 81,49%                      |
| цигани                      | цигани                      |                             | 17,55%                      | 17,55%                      |
| други и неопределени        | други и неопределени        |                             | 0%                          | 0%                          |

Етническа група от общо 416 самоопределили се (към 2011 г.):
- българи: 339
- цигани: 73

## Религия
Източно православие

## Обществени институции
- Кметство
- Здравна служба

## Културни и природни забележителности
Църквата в с. Сливовик – „Св. Никола“, е построена през 1881 г. Обновена е през 2005 – 2006 г. Освен нея, в района на селото се намират и следните оброци: Св. Илия, Летни Св. Никола, Св. Тодор Тирон, Св. Петър и Павел, Св. Троица, Отсекновение главата на Св. Йоан Предтеча, Св. Пророк Йеремия и Св. св. Кирил и Методий.
В западна посока се намират местностите Червения брег и Булулейника, гора и язовир.

## Редовни събития
- Всяка година има събор на 1 май.

## Личности
- Никола Дамянов (р. 1926), български офицер, генерал-майор от Държавна сигурност
- Йордан Янкулов (р. 1928), професор, специалист в областта на етерично-маслените и лекарствени култури
- Цветко Спасов Цветков (р.06.02.1952), български подводничар, мичман от ВМФ, член на УС на СПРБ и касиер на Съюза, радетел за създаването на музей-подводница „СЛАВА“